# Liste der Naturparks in Niederösterreich
In Niederösterreich sind 22 Gebiete als Naturparke ausgewiesen:
Nummerung lt. Verordnung über die Naturparks i.d.g.F.; vorsortiert nach Alphabet
| Nr. | Bezeichnung                                            | Bezirk                                                   | Gemeinden{\displaystyle *}                                             | Hektar   | Lage                            | Anmerkungen |
| --- | ------------------------------------------------------ | -------------------------------------------------------- | ---------------------------------------------------------------------- | -------- | ------------------------------- | --- |
| 16  | Buchenberg                                             | Waidhofen an der Ybbs                                    | Waidhofen an der Ybbs                                                  | 239,00   | 47.9525 14.773611111111         | LSG 23 Buchenberg                                                                                                |
| 1   | Blockheide–Eibenstein (Blockheide Gmünd)               | Gmünd                                                    | Gmünd                                                                  | 140,00   | 48.783333333333 15              | NSG 1 Blockheide–Eibenstein                                                                                      |
| 2   | Dobersberg                                             | Waidhofen an der Thaya                                   | Dobersberg                                                             | 175,00   |                                 | Teile des LSG 2                                                                                                  |
| 12  | Eichenhain                                             | Tulln                                                    | Klosterneuburg, St. Andrä-Wördern                                      | 3.500,00 | 48.290277777778 16.240833333333 | Teile des LSG 18 Wienerwald                                                                                      |
| 20  | NÖ Eisenwurzen                                         | Amstetten                                                | Hollenstein an der Ybbs                                                | 4.845,00 | 47.768166666667 14.793805555556 | LSG 26 Gamsstein–Voralpe (flächengleich)                                                                         |
| 3   | Falkenstein                                            | Neunkirchen                                              | Schwarzau im Gebirge                                                   | 18,00    | 47.813888888889 15.705555555556 | NSG 4 (flächengleich); in ESG AT1212A00 (FFH) Randalpen und LSG 12 Rax–Schneeberg                                |
| 4   | Föhrenberge                                            | Mödling                                                  | 10 Gemeinden: Gießhübl, Maria Enzersdorf, Mödling, Hinterbrühl, Gaaden | 6,60     | 48.075 16.22                    | Teile des LSG 18 Wienerwald                                                                                      |
| 5   | Geras                                                  | Horn                                                     | Geras, Drosendorf-Zissersdorf                                          |          |                                 | NSG 5 |
| 21  | Gemeindeau–Heidenreichstein (Heidenreichsteiner Moor)  | Gmünd                                                    | Heidenreichstein                                                       | 30,00    | 48.851388888889 15.144444444444 | NSG 26 Gemeindeau (flächengleich)                                                                                |
| 22  | Schremser Hochmoor (Hochmoor Schrems)                  | Gmünd                                                    | Schrems                                                                | 144,00   | 48.783333333333 15.066666666667 | NSG 47 |
| 6   | Hohe Wand                                              | Wiener Neustadt                                          | 4 Gemeinden                                                            | 2.000,00 | 47.833888888889 16.048055555556 | Teile des LSG 6 Hohe Wand–Dürre Wand                                                                             |
| 13  | Jauerling–Wachau                                       | Krems                                                    | 8 Gemeinden                                                            | 3.600,00 |                                 | Teile des LSG 17 Wachau und Umgebung                                                                             |
| 15  | Kamptal–Schönberg                                      | Krems                                                    | Schönberg am Kamp                                                      | 1.293,00 | 48.526666666667 15.685833333333 | Teile des LSG 8 Kamptal                                                                                          |
| 23  | Landseer Berge                                         | Wiener Neustadt (grenzüberschreitend mit dem Burgenland) | Schwarzenbach                                                          |          | 47.633333333333 16.35           | LSG 29 |
| 7   | Leiserberge                                            | Mistelbach, Korneuburg                                   | Asparn an der Zaya, Ernstbrunn, Gnadendorf, Ladendorf, Niederleis      | 4.500,00 | 48.558888888889 16.371944444444 | großteils Teil des LSG 9 Leiser Berge; enthält Teile von ESG Weinviertler Klippenzone (FFH, AT1206A00, 3.185 ha) |
| 14  | Mannersdorf am Leithagebirge–Wüste                     | Bruck an der Leitha                                      | Mannersdorf am Leithagebirge                                           | 104,00   |                                 | Teile des LSG 22 Leithagebirge                                                                                   |
| 19  | Nordwald                                               | Gmünd                                                    | Bad Großpertholz                                                       | 750,00   |                                 | LSG 25 Großpertholz (flächengleich)                                                                              |
| 8   | Ötscher-Tormäuer                                       | Scheibbs                                                 | Gaming, Puchenstuben                                                   | 9.000,00 | 47.872333333333 15.234861111111 | Teile des LSG 11 Ötscher–Dürrenstein                                                                             |
| 9   | Sandstein-Wienerwald (Purkersdorf-Sandsteinwienerwald) | St. Pölten                                               | Purkersdorf                                                            | 73,00    | 48.199166666667 16.174722222222 | Teile des LSG 18 Wienerwald                                                                                      |
| 17  | Seebenstein                                            | Neunkirchen                                              | Seebenstein                                                            |          | 47.69 16.149722222222           | Teile des LSG 24 Seebenstein - Scheiblingkirchen–Thernberg                                                       |
| 10  | Sierningtal–Flatzer Wand                               | Neunkirchen                                              | Ternitz                                                                | 16,00    | 47.746666666667 16              | Teile des LSG 13 Sierningtal                                                                                     |
| 11  | Sparbach                                               | Mödling                                                  | Hinterbrühl, Kaltenleutgeben                                           | 412,00   | 48.081944444444 16.191944444444 | Teile des LSG 18 Wienerwald                                                                                      |
| 18  | Türkensturz                                            | Neunkirchen                                              | Scheiblingkirchen-Thernberg                                            |          | 47.690555555556 16.149722222222 | Teile des LSG 24 Seebenstein - Scheiblingkirchen–Thernberg                                                       |